# Woden (obwód Jamboł)
Woden (bułg. Воден) – wieś w południowej Bułgarii, w obwodzie Jamboł, w gminie Bolarowo.
Niedaleko miejscowości znajdują się wykopaliska osad trackich i rzymskich.